# Love Again (chanson de Globe)
Pour les articles homonymes, voir Love Again.
Singles de Globe
Wanderin' Destiny
(1997) Wanna Be a Dreammaker
(1998)
Love Again (titré : Love again) est le 12e single du groupe Globe.

## Présentation
Le single, coécrit, composé et produit par Tetsuya Komuro, sort le 31 mars 1998 au Japon sur le label Avex Globe de la compagnie Avex, au format mini-CD single de 8 cm de diamètre (alors la norme pour les singles dans ce pays), cinq mois après le précédent single du groupe, Wanderin' Destiny ; il sort le même jour que l'album homonyme Love Again dont il est tiré. Il atteint la 9e place du classement des ventes de l'Oricon, et reste classé douze semaines. C'est alors le single du groupe le moins bien classé, mais pas le moins vendu, se vendant à près de 200 000 exemplaires.
La chanson-titre parait donc le même jour sur le troisième album du groupe, Love Again, ce qui peut expliquer son relatif faible classement ; sa version instrumentale figure aussi sur le single, ainsi qu'une version remixée ("Xa Mix"). Elle figurera également par la suite sur ses compilations Cruise Record de 1999, 8 Years: Many Classic Moments de 2002, Globe Decade de 2005, Complete Best Vol.2 de 2007, et 15 Years de 2010. 
Elle sera aussi remixée sur ses albums de remix Euro Global de 2000, Global Trance de 2001, Global Trance Best de 2003, House of Globe de 2011, EDM Sessions de 2013.

## Liste des titres
Les chansons sont écrites, composées, arrangées par Tetsuya Komuro (coécrites par Marc), et mixées par Eddie DeLena.
| CD    | CD                                                    | CD                    | CD    | CD | CD | CD | CD | CD | CD |
| No    | Titre                                                 | Description           | Durée |    |    |    |    |    |    |
| ----- | ----------------------------------------------------- | --------------------- | ----- | -- | -- | -- | -- | -- | -- |
| 1.    | Love Again (Straight Run) (Love again (STRAIGHT RUN)) | Version originale     | 4:47  |    |    |    |    |    |    |
| 2.    | Love Again (Xa Mix) (Love again (xaMix))              | Version remixée       | 6:08  |    |    |    |    |    |    |
| 3.    | Love Again (Instrumental) (Love again (INSTRUMENTAL)) | Version instrumentale | 4:45  |    |    |    |    |    |    |
| 15:40 |                                                       |                       |       |    |    |    |    |    |    |